# Pinocchio
Pinokio (talijanski: Pinocchio) je književni lik iz istoimene bajke. Priču je 1881. godine napisao Carlo Collodi. Pinocchio je drveni lutak stolara Gepetta te je bio sklon lažima, ali je na kraju bajke postao pravi dječak. Prema bajci je 1940. godine snimljen Disneyjev dugometražni crtani film.